# Lainšček
Lainšček je priimek več znanih Slovencev:

## Znani nosilci priimka
- Feri Lainšček (*1959), književnik
- Duško Lainšček, biokemik
- Klara Lainšček, športna plesalka